# 速檀·歪思汗麻扎
速檀·歪思汗麻扎又名蘇裡唐歪思汗麻扎，是东察合台汗国的歪思汗的墓，位于中华人民共和国新疆维吾尔自治区伊犁哈萨克自治州伊宁县境内，现存的速檀·歪思汗麻扎于1876年重建，是典型的中國传统亭阁式建筑。速檀·歪思汗麻扎是中华人民共和国第六批全国重点文物保护单位。
速檀·歪思汗麻扎也是伊犁地区四大麻扎之一。其中“速檀”是阿拉伯文SULTAN（阿拉伯语سلطان‎，即苏丹）的譯音，为君主或統治者之意；“麻扎”为伊斯兰教徒的陵墓或神坛（音译自阿拉伯语مزار，即麻札）。

## 历史
成吉思汗的第十一代孙歪思获得东察合台汗国（亦被称为蒙兀儿斯坦）的统治权后，东察合台汗国国力开始强大。在歪思汗的统治下，东察合台汗国逐步摆脱了帖木儿帝国的控制，甚至多次与之战斗。并且开始对周边地区传播伊斯兰教，甚至不惜挑起与喀耳木人（穆斯林对瓦剌（卫拉特）人的称呼）的战争以扩充国土。不过数十次的征战多以失败告终。歪思在与帖木儿帝国的萨图克于伊塞克湖作战时，被己方的箭矢误射而死亡的。关于歪思的死亡，《拉失德史》中记载较为详细，然而关于具体年份却并未记录。瓦西里·弗拉基米洛维奇·巴托尔德曾根据史料分析认为歪思死于1429年。不过，《明宣宗章皇帝实录·卷九十六》中有记载此事，并记载为宣德七年（1432年）。另外，汉文资料中在1430年，1431年和1432年记载有歪思汗遣使至明朝献贡的记录，而在宣德七年后，汉文资料中也不再出现歪思遣使朝贡的记录。
歪思死后，相传其后人按其遗嘱将其葬于如今中华人民共和国新疆维吾尔自治区伊犁哈萨克自治州伊宁县东侧的阿布热勒山北麓，博尔博松河河畔。清政府治理新疆以后，生活在伊犁的维吾尔人塔蘭奇开始增多。嘉庆年后，清政府的宗教政策开始逐渐宽松，在伊犁地区开始兴起朝拜麻扎之风。随着朝拜的兴起，光绪二年（1876年），当地穆斯林维里内依等人捐资重修速檀·歪思汗麻扎，并从内地聘请汉族工匠修建新麻扎。麻扎建成后，当地穆斯林开始将其当作朝拜圣地。不过由于建造时间久远且当时无人看管。速檀·歪思汗麻扎的主楼三层与四层在1985年塌落，次年当地政府拨款对其进行维修。1989年，当地政府拨款修建围墙，麻扎周围区域得以保护。1990年12月，速檀·歪思汗麻扎被列为新疆维吾尔自治区文物保护单位。1991年到1992年，中华人民共和国中央人民政府拨款20万元人民币对其进行修缮。2006年，速檀·歪思汗麻扎被中华人民共和国国务院公布为第六批全国重点文物保护单位。2018年度的中华人民共和国国家重点文物保护专项资金中，有部分用于速檀·歪思汗麻扎安防工程和修缮工程。

## 建筑
速檀·歪思汗麻扎位于中华人民共和国新疆维吾尔自治区伊犁哈萨克自治州伊宁县麻扎乡协合买里村境内。麻扎西侧有清真寺，东侧则是居民区，南侧为一片树林，北侧为马路。陵寝北部20米处有相传为歪思母亲的墓。陵寝虽然是穆斯林陵寝，但为典型的中原传统亭阁式建筑。速檀·歪思汗麻扎为坐北朝南的土砖木结构四层建筑。建筑面积500平方米，建筑的1层到3层为方形，四层则是六角形。建筑屋檐有飞檐并配有鸱吻作为装饰，陵寝顶部为黄色琉璃瓦。上立有伊斯兰教的新月标志。并有阿拉伯文的伊斯兰教经文。建筑底层有20根木柱，建筑大门设在正面中央，两侧开有窗，为圆形雕棂，窗采取镂空砖加以装饰，并有彩色的釉砖镶嵌而成的窗额。陵寝顶部为拱形。